# LXVIII. Armeekorps
LXVIII. Armeekorps var en tysk armékår under andra världskriget. Kåren sattes upp den 23 september 1942.

## Operation Frühlingserwachen

### Organisation
Armékårens organisation den 1 mars 1945:
- 71. Infanterie-Division

## Befälhavare
Kårens befälhavare:
- General der Flieger Hellmuth Felmy 28 mars 1943-1 december 1944
- General der Infanterie Friedrich-Wilhelm Müller  1 december 1944–27 januari 1945

Stabschef:
- Oberst von Varnbühler von und zu Hemmingen   25 oktober 1944–1 februari 1945